# Gothic (Schiff, 1948)
Die Gothic war ein 1948 in Dienst gestelltes Kombischiff der britischen Reederei Shaw, Savill & Albion Steamship Company für den Liniendienst nach Australien. Bekanntheit erlangte das Schiff vor allem als königliche Yacht der britischen Monarchin Elisabeth II. von November 1953 bis April 1954 im Rahmen einer Weltreise wenige Monate nach der Krönung. Ein Brand an Bord der Gothic am 2. August 1968, der sieben Menschenleben forderte, beendete die Dienstzeit des Schiffes. 1969 ging es zum Abwracken nach Taiwan.

## Geschichte
Die Gothic entstand als vierte und letzte Einheit der Corinthic-Klasse unter der Baunummer 1759 in der Werft von Swan Hunter in Wallsend und lief am 12. Dezember 1947 vom Stapel. Nach der Übergabe an die Shaw, Savill & Albion Steamship Company im Dezember 1948 nahm sie am 23. Dezember den Liniendienst von Liverpool nach Sydney auf.
Das auf den Transport von Fracht (darunter auch Kühlwaren) spezialisierte Schiff mit seinen sechs Laderäumen konnte auch bis zu 85 Passagiere in der I. Klasse befördern. Die Unterkünfte galten als luxuriös und geräumig. Trotz der geringen Anzahl an Passagieren verfügte die Gothic über große Promenadendecks und offene Deckflächen. Zu den Annehmlichkeiten an Bord zählten neben dem Speisesaal ein Rauchsalon, eine Lounge und ein Veranda-Café. Die Innenausstattung war an die größere Dominion Monarch von 1939 angelehnt.

### Königliche Yacht

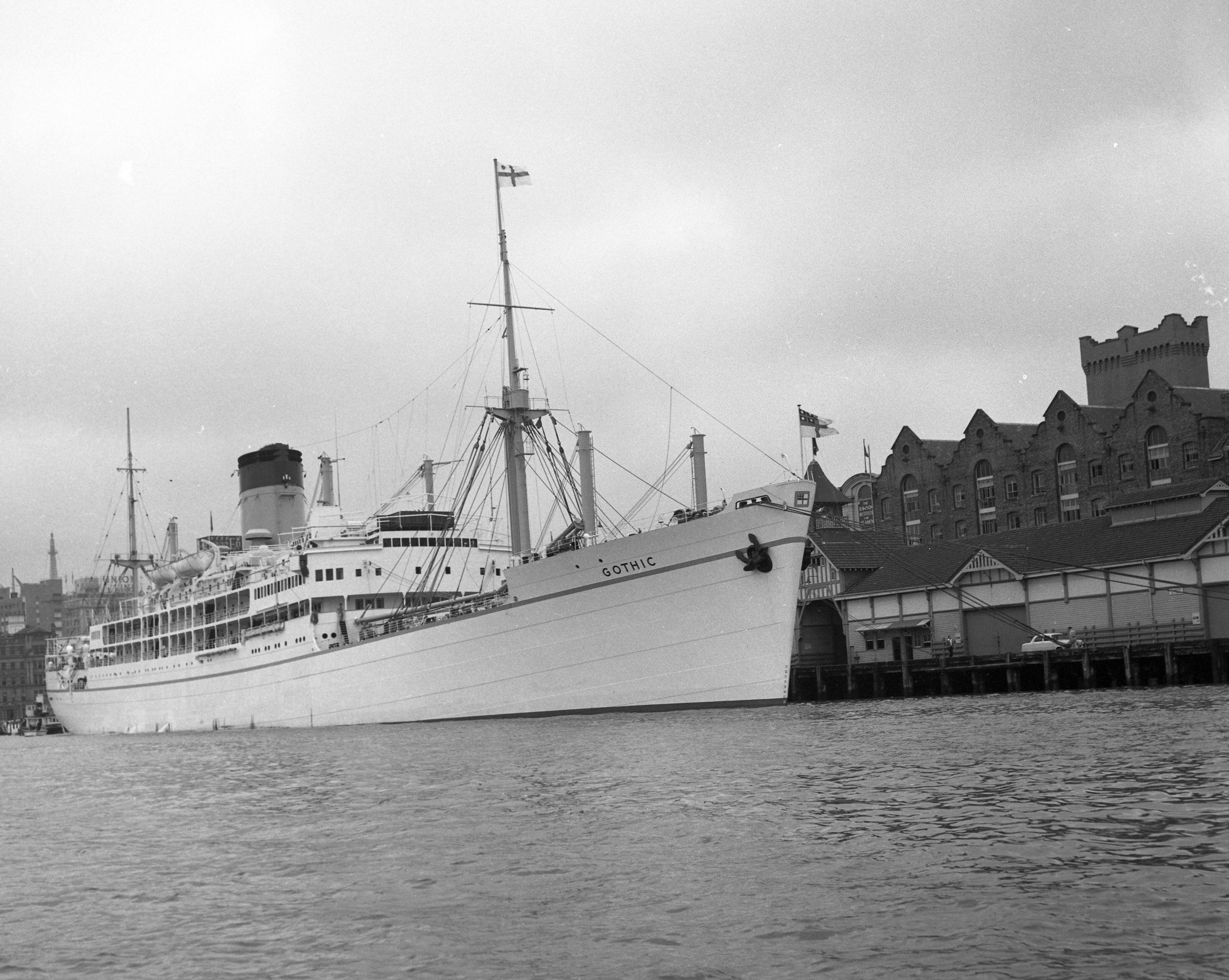
Die Gothic als königliche Yacht in Sydney, Februar 1954

Bereits 1951 wurde die Gothic zu der Werft von Cammell, Laird & Company nach Birkenhead überführt, um dort zur königlichen Yacht für einen geplanten Besuch von König George VI. in Australien umgebaut zu werden. Der plötzliche Tod des Königs im Februar 1952 verursachte eine Unterbrechung der Arbeiten und die Gothic kehrte in den Liniendienst zurück. Erst 1953 wurde der Umbau am Schiff vollendet, das nun als Yacht während einer auch nach Australien führenden Weltreise für die neue Königin Elisabeth II. dienen sollte. Der zuvor schwarze Rumpf der Gothic wurde hierfür komplett weiß gestrichen. Die spätere Yacht der Königin, die Britannia, war zwar bereits im April 1953 vom Stapel gelaufen, aber bei Beginn der Weltreise noch nicht fertiggestellt. Sie wurde erst im Januar 1954 in Dienst gestellt, während sich das Königspaar noch auf der Gothic befand.
Die Königin und ihr Gatte Philip, Duke of Edinburgh, gingen am 25. November 1953 an Bord der Gothic und liefen auf der Reise nach Australien nach der Fahrt durch den Panamakanal unter anderem Tonga und Neuseeland an. Am 3. Februar 1954 traf das Schiff in Sydney ein. Es folgten Stationen in mehreren australischen Städten, darunter Hobart, Melbourne und Fremantle. Anschließend fuhr die Gothic zu den Kokosinseln, nach Colombo und schließlich nach Aden, wo die Reise der Yacht am 27. April 1954 endete. Der Besuch der Monarchin an Bord des Schiffes in Australien wurde im von der australischen Regierung produzierten Dokumentarfilm The Queen in Australia festgehalten. Der Film über das Einlaufen der Gothic im Hafen von Sydney und das Eintreffen des Königspaars gilt als die erste in Australien produzierte 35-mm-Farbaufnahme in Spielfilmlänge.

### Weitere Dienstjahre und Brand 1968
Nach der Dienstzeit als königliche Yacht kehrte die Gothic, nun wieder mit schwarzer Rumpflackierung, in den Liniendienst zurück und bediente fortan die Strecke von London nach Neuseeland. 1965 wurden bei einem Umbau in Schiedam alle Passagiereinrichtungen des Schiffes entfernt, nachdem der Passagierdienst unrentabel geworden war. Das nun reine Frachtschiff fuhr anschließend noch drei Jahre.
Am 2. August 1968 brach während einer Rückfahrt von Neuseeland nach London ein Brand an Bord der Gothic aus. Sieben Besatzungsmitglieder kamen hierbei ums Leben, das Schiff erlitt starke Beschädigungen. Trotz der starken Schäden und rauer See kehrte die Gothic aus eigener Kraft nach Wellington zurück, wo sie provisorisch repariert wurde.
Nach der Ankunft in England wurde der Schaden nie vollständig repariert. Das nur notdürftig hergerichtete Schiff machte trotzdem noch eine Fahrt nach Neuseeland, ehe es nach 21 Dienstjahren zum Abwracken nach Kaohsiung auf Taiwan verkauft wurde, wo es am 13. August 1969 eintraf.